# 赤井ヒガサ
赤井 ヒガサ（あかい ヒガサ、3月29日 - ）は、日本の漫画家、イラストレーター。血液型はB型。

## 来歴
京都精華大学マンガ学部卒。代表作の王室教師ハイネは、アニメ化､劇場化､ミュージカル舞台化され、漫画は海外版も出ている。

## 作品リスト

### コミック

#### 連載作品
- キューカンバー×サンドイッチ（『コミックYA!』[3]）
- 葬儀屋リドル（『ガンガンONLINE』）
- 王室教師ハイネ（『月刊Gファンタジー』）

#### 読み切り
- 宇宙にむかって起立、礼っ!（『コミックZERO-SUM増刊WARD』）
- シグナル狂騒曲（『コミックZERO-SUM』2008年9月号）
- 葬儀屋（『ガンガンONLINE』）
- 電脳彼氏（『コミックZERO-SUM増刊WARD』）
- 闇医者カルテ（『フレッシュガンガン』）

#### アンソロジー
- テイルズ オブ ジ アビスコミックアンソロジー第2
- テイルズ オブ ジアビスコミックアンソロジー第3（裏表紙も担当）
- テイルズ オブ ジアビスコミックアンソロジー第4
- ゼロサムオリジナルアンソロジーシリーズArcana10 闘争／秘密結社
- スターオーシャン1 First DepartrieコミックアンソロジーEX.
- ひぐらしのなく頃に 語咄し編 コミックアンソロジーEX.第二集
- デュラララ!!アンソロジー デュララブ!!
- 『ディズニー ツイステッドワンダーランド』アンソロジーコミックVol.1

### イラスト

#### 挿絵作品
- 地獄のかぁいいレッスン（著：黒崎うちうみ、『ひぐらしのなく頃に 語咄し編2』）

#### アンソロジー
- 戦国アンソロジー弐
- ギルティクラウン アンソロジーコミック
- 刀剣乱舞-ONLINE- アンソロジーコミック～スクエニの陣～

### ゲーム
- オンラインゲーム『戦国IXA』（スクウェア・エニックス） - 武将カード「明智光秀」
- サウンドノベル『ROSE GUNS DAYS』（07th Expansion） - 孫子龍

### その他
- 戦国アンソロジーコミック大賞 募集イラスト